# Karl Palmgren
Karl Ernst Albert Lars Palmgren, auch Palmgreen, (* 2. September 1891 in Voigdehagen bei Stralsund; † 16. September 1970 in Göttingen) war ein deutscher Offizier der Kaiserlichen und Kriegsmarine, zuletzt im Rang eines Fregattenkapitäns d. R.

## Leben

### Herkunft
Karl Palmgren wurde am 2. September 1891 in dem Ort Voigdehagen bei Stralsund geboren und entstammt einer schwedischen Bauernfamilie. Er war ein Sohn des ehemaligen Pfarrers von Wopersnow und Pfarrers von Voigdehagen, Johannes Friedrich Ernst Palmgren (1859–1934). Sein jüngerer Bruder Ernst Karl Friedrich (* 1894) wurde ebenfalls Marineoffizier.

### Werdegang
Karl Palmgren trat Mitte 1909 in die Marine ein und erhielt bis Anfang April 1913 seine Bordausbildung auf unterschiedlichen Schiffen, u. a. von 1909 bis 1910 auf der Hertha. Anschließend wurde er unter anderem als Adjutant auf dem Großen Kreuzer Victoria Louise eingesetzt, mit dem er Anfang Dezember 1912 von Deutschland bis nach Westindien fuhr. Anfang des Ersten Weltkrieges wechselte er zum Matrosen-Regiment 5 bei der 2. Marine-Division des Marinekorps Flandern. Bis April 1915 war er in der Funktion eines Bataillonsadjutanten und anschließend dort Kompaniechef. Er nahm an den ersten beiden Ypernschlachten teil und wurde im Mai 1915 verwundet. Später kam er bis Mai 1916 als Adjutant zur 2. Marine-Division und wurde zwischenzeitlich zum Oberleutnant zur See befördert. 1914 erhielt er das Eiserne Kreuz II. Klasse und 1915 das Eiserne Kreuz I. Klasse. Während der Dritten Ypernschlacht war er bei der Erstürmung von Grafenstafel beteiligt. Im Verlauf des Krieges wurde er als Wachoffizier auf dem Torpedoboot G 9 eingesetzt. G 9 lief Anfang Mai 1918 in der mittleren Nordsee (Position 55°14'N 06°19'O) auf eine Mine und sank. Palmgren wurde auf Torpedoboot G 10 kommandiert, mit welchem er an der Skagerrakschlacht teilnahm. Es folgte wieder ein Einsatz als Wachoffizier auf dem Torpedoschulschiff Württemberg. Im letzten Kriegsjahr war Karl Palmgren ab Juli 1918 Kommandant des U-Bootes U 1 und wurde kurz vor Kriegsende für zwei Monate noch Kommandant von UC 76. Er wurde nach dem Krieg Ende 1919 als Kapitänleutnant aus der Marine entlassen und verdingte sich auf einer Werft und in einer Autofabrik. 1928 gründete er eine Weberei in Bremen, welche 1942 ausgebombt wurde.
1939 wurde er als Korvettenkapitän z. V. reaktiviert und war von September 1939 bis Sommer 1940 erster Kommandant des Sperrbrecher IX bei der 2. Sperrbrecherflottille und ab der Indienststellung Mitte September 1940 Kommandant des Sperrbrecher 1 (ehemals Saar der NDL), erst bei der 2. Sperrbrecherflottille und ab Juli 1941 bei der neu aufgestellten 6. Sperrbrecherflottille. In dieser Position wurde Palmgren am 3. August 1941 mit dem Ritterkreuz des Eisernen Kreuzes ausgezeichnet und von da an fuhr der Sperrbrecher 1 mit einem Ritterkreuz an der Brücke.
Von Oktober 1941 bis März 1943 war er letzter Chef der 4. Sperrbrecherflottille in Brügge. Die Flottille hatte hohe Verluste zu verzeichnen, sodass später der Chefposten nicht mehr besetzt und die Flottille im Juli 1943 aufgelöst wurde. Daher wurde er zusätzlich in Vertretung von Januar bis März 1943 Chef der 36. Minensuchflottille. Im April 1943 wurde er Chef des Stabes des italienischen Marinekommandos in Neapel und war im Zuge des Badoglio-„Verrates“ bei den Kampfhandlungen und der letztendlichen Zerstörung des Hafens Neapel verantwortlicher Offizier. Anfang 1944 war er erst 1. Admiralstabsoffizier bei der 2. Sicherungs-Division in Boulogne und dann bis Anfang 1945 Chef der 38. Minensuchflottille der 2. Sicherungs-Division in Le Havre, nach der Räumung der Kanalküste 1944 in Kattegat, Dänemark. Im Juli 1944 das Eichenlaub verliehen bekommen, hätte er eigentlich für das bereits verliehene Kriegsabzeichen für Minensuch-, U-Boot-Jagd- und Sicherungsverbände als einer von nur vier Personen insgesamt das Kampfabzeichen mit Brillanten erhalten müssen. Im August 1944 wurde er zum Fregattenkapitän z. V. befördert. Gegen Ende des Krieges wurde er erst bei der 9. Sicherungs-Division Chef der Zweigstelle Gotenhafen, später ab März 1945 Chef der Zweigstelle Libau, zugleich bis Anfang Mai 1945 stellvertretender Kommandeur der 9. Sicherungs-Division und Chef der 3. Sicherungsflottille der 9. Sicherungs-Division mit welcher er am Unternehmen Hannibal eingebunden war. Im Mai 1945 war er noch kurz Hafenkommandant Schlei.
Nach seiner Entlassung im September 1945 baute er seine Weberei wieder auf und verstarb am 16. September 1970 in Göttingen.

### Familie
Ab 1918 war er mit Hilde Luise Frieda Anna Grapow (1898–1999) verheiratet. Sein Sohn Gerhard Palmgren (* 1919) wurde ebenfalls U-Bootkommandant und starb als Oberleutnant zur See d. R. im August 1944 beim Untergang von U 741.

## Auszeichnungen (Auswahl)
- Kriegsabzeichen für Minensuch-, U-Boot-Jagd- und Sicherungsverbände, 1940
- Spange zum Eisernen Kreuz I. Klasse, 8. Januar 1941
- Ritterkreuz des Eisernen Kreuzes, 3. August 1941[1]
- Eichenlaub zum Ritterkreuz des Eisernen Kreuzes (523. Verleihung), 11. Juli 1944[1]